# ما بعد (فلم)
ما بعد هو فيلم روائي فلسطيني قصير من إخراج وتأليف مها الحاج، وبطولة محمد بكري وعرين عمري وعامر حليحل. الفيلم من إنتاج شركة أوغست للأفلام وهو إنتاج مشترك بين فلسطين، ايطاليا وفرنسا للمنتجين حنا عطا الله ورونزا كامل.
يعالج الفيلم مواضيع تتعلق بالصراع الفلسطيني والإبادة، ويُعتبر عملاً سينمائيًا مميزًا في تصويره للتروما الفلسطينية بعد عقود من الصراع.  حصد جائزة أفضل فيلم روائي قصير في مهرجان منصة الشارقة في دورته السابعة، المنظم من مؤسسة الشارقة للفنون، التي أقيمت في الفترة بين 15 و24 نوفمبر 2024، بمشاركة 30 فيلماً روائياً ووثائقياً من جميع أنحاء العالم.

## جوائز حصل عليها
من أبرز الجوائز التي حصدها الفيلم:
- جائزة الجمهور أفضل فيلم دولي في ختام الدورة الـ47 من مهرجان كليرمون فيران الدولي للأفلام القصيرة في فرنسا عام 2025، وهو من أبرز المهرجانات المتخصصة في هذا المجال عالميًا.
- فاز بجائزة "باردينو دي أورو" من مهرجان لوكارنو السويسري، وهما جائزة لجنة التحكيم لأفضل فيلم قصير وجائزة لجنة التحكيم الشباب المستقلة عام 2024
- فاز بجائزة نجمة الجونة الذهبية لأفضل فيلم قصير، مهرجان الجونة السينمائي 2024.

## قصة الفيلم
تدور أحداث فيلم "ما بعد" حول زوجين، سليمان ولبنى، يعيشان في مزرعة منعزلة، يهتمان بالأشجار، ويُجريان مناقشات ساخنة ومستمرة حول خيارات حياة أطفالهما الخمسة حيث يتعرض خيالهما المصون بعناية للتهديد بعد وصول شخص غريب يكشف لهما حقيقة مروعة. يعيش الزوجان في حالة من الإنكار للكارثة التي أودت بحياة أطفالهما الخمسة خلال غارة إسرائيلية قبل عشرين عامًا. الفيلم يصور كيف يحاول الزوجان التعايش مع هذه الفاجعة من خلال استحضار خيالي لأطفالهما الذين لم يعد لهم وجود.

## أهمية الفيلم
يعالج الفيلم تأثير الإبادة والحرب على النفس البشرية، ويتناول موضوع التروما التي تصيب الأشخاص بعد فقدانهم لكل شيء. الفيلم يستعرض بطريقة شاعريّة وقاسية في آنٍ واحد كيفية محاولة الزوجين التعايش مع خسارتهما الهائلة، ويكشف عن قدرة الخيال على مواجهة الكارثة. يعتبر الفيلم واحدًا من الأعمال السينمائية الفلسطينية التي تطرقت إلى موضوع الإبادة في قطاع غزة، ويبرز فيه جماليات الصورة السينمائية وتكاملها مع الحوار والصمت، مما يجعله عملاً فنياً متكاملاً يترك أثراً عميقاً في نفوس المشاهدين.